# Изяслав (Карга)
Архиепи́скоп Изясла́в (укр. Архієпископ Ізяслав в миру Ю́рий Анато́льевич Карга укр. Юрій Анатолійович Карга; род. 31 июля 1949, Киев) — епископ Православной церкви Украины (с 2019).
Ранее — архиерей Украинской православной церкви Киевского патриархата, епископ Макаровский, викарий Киевской митрополии (2017—2018).

## Биография
Родился 31 июля 1949 года в Киеве в семье военного. Его мать, Ольга Игнатьевна, была искренне верующим человеком, а дед Матвей — даже наставником в двух старообрядческих общинах сёл Садки и Лехновка Киевской области.
В 1951 году в возрасте 2 лет родители отдали маленького Юрия на воспитание к бабушке, которая проживала в селе Бехтери Голо-Пристанские района Херсонской области. Причиной такого поступка была бедность родителей Юрия в послевоенные годы, а также отсутствие возможности воспитывать ребёнка из-за военной службы.
В 1956 году, когда Юрию исполнилось 7 лет, он вернулся в Киев и поступил в первый класс младшей школы № 82 имени Тараса Шевченко, которую и окончил в 1966 году. В школьном возрасте, во время каникул Юрий навещал своего дедушку, который внёс большой вклад в православное воспитание Юрия. Именно там, в селе Садки, Юрий впервые сознательно берёт в руки старославянское Евангелие, подаренное дедом, изучает молитвы и получает начальные знания Закона Божьего. Также серьёзный отпечаток в его душе оставило посещение с мамой Киево-Печерской Лавры.
Сразу после школы поступил в профтехучилище № 49 при заводе «Реле и автоматики», на котором и остался работать. В 1970 году был призван в армию, служил в военно-строительной части в Подмосковье.
В 1973 году поступил в Киевский университет им. Тараса Шевченко, но затем отчислился и снова пошёл работать. В 1978 году Юрий женился. В 1979 у них родилась дочь Златослава, а через 3 года ещё одна дочь Юлия. В 1985 году расстался с женой.
В 1984 году устраивается на работу в хладокомбинат и параллельно начинает учёбу на факультете акустики Киевского ордена Ленина политехнического института на вечерней форме обучения. По окончании института в 1989 году оставил свою предыдущую работу и остался работать инженером КПИ
Во время учёбы становится старостой церковной общины Иоанна Крестителя, которая находились на улице Гарматной возле его дома. Храма у общины не было, а люди собирались просто у креста под открытым небом.
В 1989 году становится одним из организаторов Украинского студенческого союза в Киеве и координатором УСС в КПИ. Был одним из организаторов празднования 500-летия казачества. В октябре 1990 года участвует в студенческой голодовке за ликвидацию Советского Союза. В 1991 году участвовал в поднятии жёлто-синего флага над Киевским городским советом, депутатом которого являлся в 1990—1994 годах.
В 1990 году, когда Киевский городской совет выделил землю под храм, она была зарегистрирована как община УАПЦ. Первым священником новосозданной общины был Степан Яремчук. Кроме помощи своей общине, отстаивал в городском совете интересы и других общин УАПЦ. Одной из таких была община храма «Живоносного Источника» на Борщаговке, которой в 1991 году, стараниями Юрия Карги, был возвращён разрушенный храм для восстановления.
В начале Великого Поста 1992 года в храме Иоанна Богослова на территории Михайловского Златоверхого монастыря митрополитом Антонием (Масендичем) был пострижен в монашество с именем Изяслав. По собственному признанию: «возник вопрос: какое новое имя мне дать? И так смотрит, а перед входом в Церковь Иоанна Богослова ещё висела чугунная табличка: „Этот храм основан князем Всеволодом Изяславовичем…“ поэтому владыка Антоний говорит: „Ну что, Всеволод у нас есть, значит будешь Изяславом“ и так мы пошли на постриг».
Первым делом, на которое монах Изяслав получил благословение Патриарха Мстислава (Скрипника), была голодовка под храмом Святой Софии. По собственному признанию: «Когда я был пострижен в монахи, это было начало великого поста, то первым делом, на которое я взял у Патриарха благословение, было восстановление молитвы в храме Святой Софии. Он нас троих благословил — меня, главу братства святого Апостола Андрея Первозванного — Владимира Катильницкого и активиста братства Сергея Макаренко, и сказал: „Идите, добивайтесь чтобы молитва в Софии была“, и я тогда собрал людей, мы отслужили молебен в церкви Николы Притиска, взяли хоругви и пошли крестным ходом в Софию. А в самой Софии нас двоих (меня и ещё одного активиста Николая) заковали цепью к столбу. И мы там остались закованными, ничего не ели, только пили воду. Каждое утро и вечер к нам приходили люди и служили молебен, а о. Валентин (Кольченко) нас каждый день причащал, и 16 дней мы так голодали, пока нам разрешили молиться в Святой Софии. И вплоть до прихода президента Кучмы наш Патриарх там служил, а потом, к сожалению, все отменили».
1 августа 1992 года митрополитом Филаретом (Денисенко) был рукоположён в сан иеродиакона и направлен в Выдубицкий монастырь, где 15 ноября 1992 года был рукоположён в сан иеромонаха. Пробыл в Выдубицком монастыре до конца 1993 года. Какое-то время был там единственным клириком, но затем ему прислали послушника Севастиана (Вознюка).
В конце 1993 года митрополит Переяславский и Сичеславский Антоний (Масендич) покинул Киевский патриархат и в сане архимандрита был принят в Русскую православную церковь, передав все документы и ключи, которые были у него, монахам Киево-Печерской лавры. Тогда предстоятель УПЦ КП Владимир (Романюк) направил иеромонаха Изяслава с семинаристами вернуть Феодосиевский монастырь, назначив 31 декабря 1993 года иеромонаха Изяслава игуменом Феодосийского монастыря. По словам Изяслава: «Патриарх Владимир вызывает меня к себе и говорит: „бери семинаристов и идите отвоевывать“ — А как, — спрашиваю я? — „Так же как они забирали — силой“. Я взял семинаристов и поехал отбивать Феодосийский монастырь. Нам удалось довести дело до конца. И мы закрылись изнутри и никого не впускаем, а через неделю приехал Патриарх и говорит: „Вот ты этот монастырь добился — быть тебе здесь игуменом“ и так я пробыл там год».
В 1994 году окончил Киевскую духовную семинарию (УПЦ КП), а в 2006 году — Киевскую православную богословскую академию.
11 сентября 1994 года был хиротонисан в сан епископа Никопольского. Хиротонию совершали: патриарх Владимир (Романюк), митрополит Филарет (Денисенко), епископ Александр (Решетняк), епископ Нестор (Кулиш), епископ Даниил (Чокалюк).
В 1995 году назначен управляющим Донецкой и Луганской епархией.
16 июля 1996 года назначен управляющим Житомирской и Овручской епархией.
9 декабря 2002 год был возведён в достоинство архиепископа.
В 2003 году иеромонах Нестор (Попов) обнародовал факт жестокого обращения с ним со стороны Изяслава: «Меня свалили, избили. Карга лично связал капроновым шнуром мои руки и привязали их к трубе над головой. Так я простоял двое суток. Когда руки стали похожи на боксерские рукавицы, он пришел и говорит мне: „Ну что, Нестор, сейчас сядешь на цепь“ <…> в конце учебного года родителей семинаристов и говорил: „Вот видите, монах сидит. Он смиряется. Если ваши дети будут себя плохо вести, я с ними буду поступать так же“. Ему верят, „владыка“ есть „владыка“! Семинаристы видели меня каждодневно, бросали мне через решетку хлеб, сало, сигареты. Я в подвале провёл несколько месяцев. Через послушника просил Изяслава разрешить хотя бы помыться. А он ответил, что Феодосий Печерский не мылся, и мне придется грязь скребком сдирать».
23 января 2017 решением Священного Синода УПЦ КП уволен от управления Житомирской епархией и почислен на покой с назначением настоятелем Свято-Духовского мужского монастыря Житомирской епархии
13 мая 2017 года решением Священного Синода УПЦ КП назначен епископом Макаровским, викарием Киевской епархии с увольнением от должности настоятеля Свято-Духовского монастыря Житомирской епархии.

## Награды
государственные
- Орден «За заслуги» III степени (Указ президента Украины от 2010 года)

церковные
- Орден святителя Николая Чудотворца (2012)
- Ордена святого равноапостольного князя Владимира Великого I степени (2009)
- Орден Георгия Победоносца (14 декабря 2006)
- Орден Христа Спасителя (23 января 2004)
- Ордена святого равноапостольного князя Владимира Великого II степени (1999)
- Орден Святого Архистратига Божия Михаила (1999)